# جاده باریک می‌شود
جاده باریک می‌شود جزء نشان‌های هشداردهنده یا اخطاری راهنمایی و رانندگی است. این تابلو به راننده باریک شدن راه را هشدار می‌دهد. این نشان در ایران نیز رایج است.

در هند